# Algernonia gibbosa
Algernonia gibbosa là một loài thực vật có hoa trong họ Đại kích. Loài này được (Pax & K.Hoffm.) Emmerich mô tả khoa học đầu tiên năm 1981.